# Szkoła podstawowa im. Batalionów Chłopskich w Pradłach
Szkoła podstawowa im. Batalionów Chłopskich w Pradłach − publiczna szkoła podstawowa, znajdująca się przy ulicy Batalionów Chłopskich 14 w Pradłach.

## Historia
Historia szkoły sięga lat 30 XX wieku. W 1939 roku istniała szkoła o dwóch izbach lekcyjnych. Budynek starej szkoły stał na miejscu obecnej sali gimnastycznej. W latach 60 XX wieku wybudowano nowy budynek szkoły. Przewodniczącym Komitetu Budowy Szkoły był Mieczysław Bzdęga, a przewodniczącym Komitetu Rodzicielskiego Edward Banaś. Uroczystość z okazji otwarcia nowego budynku Szkoły Podstawowej w Pradłach odbyła się 26 sierpnia 1965 roku. Wtedy to nadano im nazwę Batalionów Chłopskich. Dyrektorem SP w Pradłach był wtedy Alojzy Paluch. 5 maja 1987 roku podjęto decyzję o budowie sali gimnastycznej. Jej otwarcie przypadło na dnia 1 września 1992 roku.  Z okazji jubileuszu 60 − lecia szkoły Rada Rodziców ufundowała pamiątkowy napis „Szkoła Podstawowa im. Batalionów Chłopskich”. Został on odsłonięty 13 października 1995 roku. W roku szkolnym 2005–06 oddano do użytku dwa nowe boiska sportowe.

### Dyrektorzy
- (1957 − 1972) Alojzy Paluch
- (1972 − 1978) Edmunda Dobrowolska
- (1978 − 1994) Edwin Łazarz
- (1995 − 2000) Marek Miłosz
- (2000 − 2017) Barbara Palutek
- (2017 − 2021) Barbara Śpiewak
- (2021 − nadal ) Katarzyna Dusza[1].

## Znani absolwenci
- Katarzyna Sochacka − piosenkarka,
- Amelia Kita − uczestniczka programu „The Voice Kids"[2].